# Eric Masterson (actor)
Eric Masterson (Estados Unidos, 24 de marzo de 1970) es un actor pornográfico estadounidense.

## Carrera
Masterson entró en el cine para adultos de la industria en 1998. Su primera escena fue en la película el Sueño del Maestro de Sin City. Él es conocido por su trabajo en Busty Housewives of Beverly Hills (2012). Está casado con Maya Divine.

## Premios y nominaciones
| Year | Result | Award                                | Film |
| ---- | --- | ------------------------------------ | ---- |
| 2001 | Mejor escena de sexo en grupo- Película(con Bridgette Kerkove, Chennin Blanc, Shelbee Myne & Pat Myne) | Watchers                             |      |
| 2002 | Mejor Actor - Video | The Black Room                       |      |
| 2003 | Mejor actor de reparto - Video | Morning Star/Perfect Couple          |      |
| 2004 | Mejor Actor – Video | Perfection                           |      |
| 2004 | Mejor actor de reparto – Película | Virtual Love                         |      |
| 2004 | Mejor actor de reparto – Video | Sweet 101                            |      |
| 2004 | Mejor escena de sexo en pareja – Video (con Julia Ann) | Beautiful                            |      |
| 2005 | Mejor actor – Película | The 8th Sin                          |      |
| 2005 | Mejor Actor – Video | Loaded                               |      |
| 2005 | Mejor Actuación no sexual | Unlovable                            |      |
| 2005 | Mejor escena de sexo oral – Película (con Lezley Zen) | Bare Stage                           |      |
| 2006 | Mejor actor de Reparto – Película | Eternity                             |      |
| 2006 | Mejor actor de Reparto– Video | Camp Cuddly Pines Powertool Massacre |      |
| 2006 | Mejor escena de sexo en pareja – Video (con Sarah Blake) | Jack’s Playground 24                 |      |
| 2006 | Mejor escena de sexo en pareja – Video (con Krystal Steal) | Krystal Method                       |      |
| 2007 | Mejor Actor – Video | 3 Wishes                             |      |
| 2007 | Mejor escena de sexo en grupo – Película (con Carmen Hart, Katsumi, Kirsten Price, Mia Smiles, Chris Cannon, Tommy Gunn & Randy Spears)                                                                                                  | FUCK                                 |      |
| 2007 | Best Oral Sex Scene – Film (con Ice LaFox, Tommy Gunn, Marcus London & Mario Rossi) | FUCK                                 |      |
| 2007 | Mejor escena de sexo en pareja – Película (con Jessica Drake) | FUCK                                 |      |
| 2007 | Mejor escena de sexo en trio (con Kaylani Lei & Jessica Drake) | Curse Eternal                        |      |
| 2008 | Mejor actor de reparto - Video | Candelabra                           |      |
| 2009 | Mejor escena de sexo de doble penetración (con Jessica Drake & Brad Armstrong) | Fallen                               |      |
| 2010 | Mejor actor | Hush                                 |      |
| 2011 | Mejor escena de sexo en grupo (con Kaylani Lei, Misty Stone, Jessica Drake, Kirsten Price, Alektra Blue, Chanel Preston, Kayme Kai, Tory Lane, Briana Blair, Mick Blue, Dale DaBone, Barrett Blade, Marcus London, Sascha & Bill Bailey) | Speed                                |      |
| 2013 | Best Actor | Dallas XXX: A Parody                 |      |
| 2014 | Salón de la Fama de AVN |                                      |      |
| 2015 | Mejor escena de sexo en grupo (con Asa Akira, Aubrey Addams, Jessica Drake, Kaylani Lei, Sarah Jessie, Vicki Chase, Brad Armstrong, Erik Everhard, Mr. Pete, Ryan McLane & Tyler Nixon)                                                  | Aftermath                            |      |
| 2015 | Mejor escena de sexo en grupo (con Asa Akira, Samantha Saint, Kaylani Lei, Summer Brielle, Sophia Fiore, Remy LaCroix, James Deen, Mr. Pete, Bill Bailey & Brad Armstrong)                                                               | Holly…Would                          |      |
| 2016 | Best Supporting Actor | Wanted                               |      |

| Año  | Resultado                         | Premio |
| ---- | --------------------------------- | ------ |
| 2005 | Mejor Actor (Elección del Editor) |        |
| 2006 | Mejor Actor                       |        |

| Año  | Resultado                                                                       | Premio                                           | La película |
| ---- | ------------------------------------------------------------------------------- | ------------------------------------------------ | ----------- |
| 2010 | Actor del Año - Masculino                                                       | Hush                                             |             |
| 2011 | Actor del Año - Masculino                                                       | The vow                                          |             |
| 2014 | La mejor Escena de Parodia (con Andy San Dimas)                                 | Superman vs Spider-Man XXX: An Axel Braun Parody |             |
| 2016 | Mejor Actor De Reparto                                                          | Wanted                                           |             |
| 2016 | Mejor Escena de Sexo – Característica de la Liberación (con Jodi Taylor)        | Wanted                                           |             |
| 2016 | Mejor Escena de Sexo – Parodia de la Liberación (con Riley Steele & Evan Stone) | Barbarella XXX: An Axel Braun Parody             |             |